# گاملین
گاملین (به آلمانی: Gammelin) یک شهر در آلمان است که در لودویگسلوست-پارشیم واقع شده‌است. گاملین ۴۹۳ نفر جمعیت دارد.